# 我談的那場戀愛
《我談的那場戀愛》（英語：Love Lies）是一部於2024年上映的香港浪漫喜劇電影，為香港「首部劇情電影計劃」第六屆專業組的得獎作品，獲得香港電影發展局電影發展基金與創意香港資助。本片由何妙祺執導，吳君如、張天賦、陳輝虹、鄧麗欣主演。故事以網絡情緣和網絡騙案為題材。
本片為第48屆香港國際電影節參展電影，於2024年3月29日世界首映，並於同年9月12日於澳門及香港正式上映，11月15日於中國內地上映。

## 故事
「愛情，只要你相信，就是真。」城中知名婦科醫生余笑琴（吳君如飾）雖被騙巨款，最後仍堅稱自己只是談了一場戀愛。喪夫數年的笑琴在交友軟件邂逅網騙集團的李偉祖（張天賦飾）所偽裝的中年喪妻的法籍石油工程師。笑琴沉醉於網上情緣，而祖在為笑琴製造浪漫的過程中，亦找到樂趣與滿足。兩個本來不討喜的人，因為這場由欺騙開始的網戀，一點點地改變。

## 演員表
| 演員        | 角色         | 暱稱／關係                                                                              |
| 吳君如      | 余笑琴       | 婦科名醫 喪偶後在交友軟件認識伴侶                                                       |
| 張天賦      | 李偉祖       | 網騙集團成員，外號「少年」 為賺外快而加入白先生的網騙集團，後期因對余笑琴感到愧疚而退出 |
| 陳輝虹      | 白先生       | 網騙集團老闆                                                                            |
| 鄧麗欣      | 瓊姐         | 網騙集團成員，負責編寫虛假人物故事                                                      |
| 張錦程      | 許禮信       | 余笑琴之亡夫 因駕車時突發心臟病而離世，死前幾分鐘曾與余笑琴吵架                         |
| 鄭中基      | 馮雅瑟       | 余笑琴之前男友                                                                          |
| Norman Noel | Alain Jeunet | 法國籍工程師 身份遭網騙集團盜用於網戀詐騙                                               |
| 谷祖琳      | Diana        | 余笑琴之密友                                                                            |
| 倪晨曦      | 周太         | 余笑琴之病人                                                                            |
| 蔣祖曼      | 薛家慧       | 督察，調查網騙集團的警官                                                                |
| 林耀聲      | 黃Sir        | 調查網騙集團的警官                                                                      |
| 郭爾君      | Ling         | 油站職員                                                                                |
| 許寶恆      | Yumi         | 李偉祖之前女朋友                                                                        |
| 吳瑞庭      | 權叔         | Yumi之父，與李偉祖情同父子                                                              |
| 陳昭煊      | 美術組       | 網騙集團成員，負責製作網騙用道具                                                        |
| 梁文賢      | 冼樸         | 網騙集團成員                                                                            |
| 何求        | 玉樹         | 網騙集團成員                                                                            |
| 蘇子茵      | 阿邊個       | 網騙集團成員                                                                            |
| 孫梓維      | 大隻仔       | 網騙集團成員                                                                            |

## 歌曲
| 曲別         | 歌名       | 作曲   | 作詞           | 編曲           | 監製   | 演唱者   |
| ------------ | ---------- | ------ | -------------- | -------------- | ------ | -------- |
| 主題曲       | 《筆友》   | 戴偉   | 梁栢堅、何妙祺 | NIXON          | 戴偉   | MC張天賦 |
| 插曲         | 《覓》     | 陳章棨 | 陳章棨         | 吳小銘、陳章棨 | 吳小銘 | 陳章棨   |
| 預告片宣傳曲 | 《男朋友》 | 伍樂城 | 林夕           | 李漢金         | 王紀華 | 古天樂   |

## 製作
本片初始為編劇出身的何妙祺第一部執導作品，並由其師傅陳慶嘉、秦小珍擔任監製，於2019年投寄劇本參加第六屆首部劇情電影計劃專業組組別競賽，並於2020年獲評審選中，獲得香港電影發展基金的資助開拍。
本片於2023年6月6日開機拍攝，於香港及北海道札幌取景，並於同年8月20日拍畢，進入後期製作。此片亦為張天賦繼《夜校》後再擔任電影男主角。
本片於2024年由天下一電影獲得國際發行權。

## 上映
本片於2024年3月29日於香港國際電影節首映，6月28日於台北電影節放映，並在同年9月12日於香港上映。

## 票房
香港获得1870万港元，中国大陆票房664万人民币。
| 上一届： 《異形：羅穆路斯》 | 2024年香港一週票房冠軍 第37-39週 | 下一届： 《小丑：雙瘋》 |
| 上一届： 《異形：羅穆路斯》 | 2024年香港週末票房冠軍 第37-39週 | 下一届： 《小丑：雙瘋》 |

## 獎項及提名
| 年份   | 頒獎典禮                   | 獎項             | 入圍者                                                      | 結果 |
| ------ | -------------------------- | ---------------- | ----------------------------------------------------------- | ---- |
| 2024年 | 第61屆金馬獎               | 最佳女主角       | 吳君如                                                      | 提名 |
| 2024年 | 第61屆金馬獎               | 最佳新導演       | 何妙祺                                                      | 提名 |
| 2024年 | 第9屆倫敦東亞電影節        | 最佳影片         | 《我談的那場戀愛》                                          | 獲獎 |
| 2025年 | 第31屆香港電影評論學會大獎 | 最佳編劇         | 何妙祺、陳慶嘉                                              | 提名 |
| 2025年 | 第31屆香港電影評論學會大獎 | 最佳女演員       | 吳君如                                                      | 提名 |
| 2025年 | 第31屆香港電影評論學會大獎 | 推薦電影         | 《我談的那場戀愛》                                          | 獲獎 |
| 2025年 | 第43屆香港電影金像獎       | 最佳編劇         | 何妙祺、陳慶嘉                                              | 提名 |
| 2025年 | 第43屆香港電影金像獎       | 最佳女配角       | 鄧麗欣                                                      | 提名 |
| 2025年 | 第43屆香港電影金像獎       | 最佳服裝造型設計 | 吳里璐、羅佩莎                                              | 提名 |
| 2025年 | 第43屆香港電影金像獎       | 最佳原創電影音樂 | 戴偉                                                        | 提名 |
| 2025年 | 第43屆香港電影金像獎       | 最佳原創電影歌曲 | 《筆友》 - 作曲：戴偉 - 填詞：梁栢堅、何妙祺 - 主唱：張天賦 | 提名 |
| 2025年 | 第43屆香港電影金像獎       | 新晉導演         | 何妙祺                                                      | 提名 |

## 備註
1. ↑  截至2024年11月16日。
2. ↑  天下一電影沒有參與出資及製作，只負責發行及宣傳。

## 外部連結
- 我談的那場戀愛的新浪微博
- 我談的那場戀愛的Facebook專頁
- 我談的那場戀愛的Instagram帳戶
- 互联网电影数据库（IMDb）上《我談的那場戀愛》的资料（英文）
- 香港影庫上《我談的那場戀愛》的資料（繁體中文）
- 豆瓣电影上《我談的那場戀愛》的資料 （简体中文）